# Théâtre anatomique de Padoue

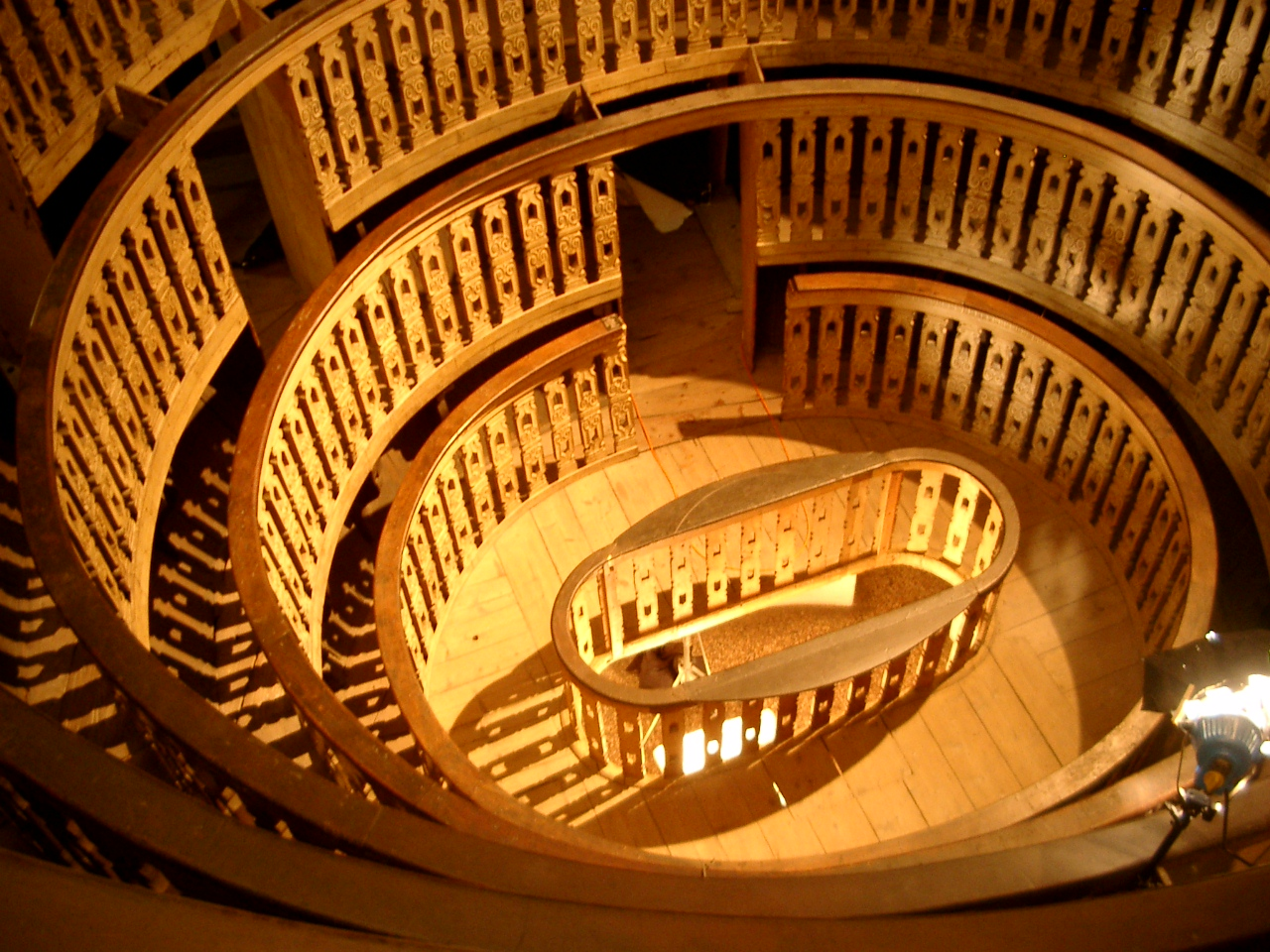
L'intérieur du théâtre anatomique de Padoue (Italie)

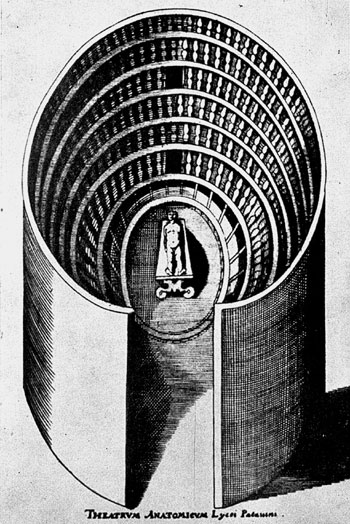
Gravure de 1654 représentant le théâtre anatomique de Padoue et illustrant bien sa ressemblance avec un œil

Le théâtre anatomique de Padoue est un théâtre anatomique que l'on trouve dans le palais Bo, à Padoue, en Italie. Construit en 1584 à l'initiative de l'anatomiste Girolamo Fabrizi d'Acquapendente, il demeure aujourd'hui l'un des plus fameux édifices de ce type. De fait, il est souvent considéré comme le premier théâtre anatomique permanent,, et l'on sait que son architecture originale, qui fut probablement imaginée par le théologien Paolo Sarpi, servit de modèle à celle de nombreuses autres installations postérieures, notamment à celle du théâtre anatomique de Leyde, qu'un ancien disciple de Fabrizi d'Acquapendente, Pieter Pauw, établit peu après aux Pays-Bas.